# Benedikt (Eslovênia)
Benedikt é um município da Eslovênia. A sede do município fica na localidade de mesmo nome.